# Oxana Yablonskaya
Oxana Yablonskaya, in russo Оксана Михайловна Яблонская?, Oksana Michajlovna Jablonskaja (Mosca, 6 dicembre 1938), è una pianista russa naturalizzata statunitense che ha avuto una carriera di concertista internazionale attiva sin dai primi anni '60.
Ha iniziato la sua carriera in URSS e, sebbene abbia vinto diverse importanti competizioni in Occidente, le è stato negato il permesso dal governo sovietico di accettare impegni per spettacoli al di fuori del blocco sovietico. Frustrata dalle limitazioni alla sua carriera, è emigrata negli Stati Uniti nel 1977. Descritta dal The New York Times come una "virtuosa di fama internazionale" e "una delle residenti musicali più illustri del paese", la Yablonskaya ha fatto tournée in concerti e recital in tutto il mondo e ha realizzato numerose registrazioni. Ha insegnato come membro della facoltà di pianoforte della Juilliard School per oltre 30 anni, fino al 2009.

## Biografia
Nata a Mosca in una famiglia ebrea, la Yablonskaya è stata una studentessa della pianista Anaida Sumbatyan alla Moscow Central School for the Gifted, dove ha studiato dall'età di sei fino ai sedici anni. Ha poi proseguito gli studi nella sua città natale con Aleksandr Borisovič Gol'denvejzer entrando al Conservatorio di Mosca e con l'assistente di Goldenweiser Dmitry Bashkirov. Ha studiato con Tatiana Nikolayeva nel suo programma di dottorato. Dopo essersi diplomata al conservatorio nel 1965, entrò a far parte della facoltà di pianoforte della scuola. Ha continuato a vincere i migliori premi nel Concorso Long-Thibaud-Crespin nel 1963, nel Concorso pianistico di Rio de Janeiro nel 1965 e nel Concorso Beethoven di Vienna nel 1969.
La Yablonskaya fu invitata ad esibirsi con orchestre e in sale da concerto in Occidente negli anni '60 e '70, ma non fu mai autorizzata da parte del governo sovietico ad accettare gli impegni. Si esibì anche in tutta l'URSS e fece numerose registrazioni sull'etichetta Melodya. Fu nominata "Solista della Filarmonica di Mosca" e fu anche molto attiva come solista con l'Orchestra del Bol'šoj.
Nel 1975 la Yablonskaya, insieme a suo padre e suo figlio, fece domanda per un visto per emigrare negli Stati Uniti, una mossa che la fece licenziare dal suo incarico al Conservatorio di Mosca e che la inserì nella lista nera di tutte le sale da concerto dell'URSS. Aspettò per oltre due anni per ottenere un visto che fu approvato in gran parte a causa di una petizione che era stata organizzata da compositori, direttori, musicisti, attori cinematografici, scrittori e senatori americani come Elie Wiesel, Isaac Bashevis Singer, Leonard Bernstein, Stephen Sondheim, Katharine Hepburn, Shelley Winters, Norman Mailer, Henry F. Miller e molti altri. La famiglia si trasferì a New York City nel 1977 e più tardi quell'anno la Yablonskaya fece un recital acclamato dalla critica alla Carnegie Hall. Questo lanciò la sua carriera in Occidente ed ha continuato ad apparire con molte delle migliori orchestre sinfoniche del mondo. Come artista discografica, Oxana Yablonskaya ha registrato per etichette come Melodiya, Connoisseur Society, Naxos, Bel Air, Pro Piano. È la vincitrice del Grand Prix du Disque della Liszt Society di Budapest per la sua registrazione di musica di Schubert-Liszt e Liszt. È accademica onoraria dell'Accademia internazionale delle arti delle Nazioni Unite, Accademia internazionale delle arti di San Francisco e Accademia indipendente delle arti liberali dell'Accademia russa delle scienze. Ha ricevuto la Medaglia Albert Einstein per i risultati eccezionali nelle arti.
Il figlio della Yablonskaya, Dmitry Yablonsky, è diventato un noto violoncellista. Educato alla Juilliard, è diventato il violoncellista principale dell'Orquesta sinfonica di Barcellona in Spagnia e Orchestra Filarmonica di Bergen in Norvegia e, sia la madre che il figlio, hanno ottenuto dalla critica grandi consensi per i loro concerti. I due si sono anche uniti in concerto al marito clarinettista di Oxana Alexander Volchonok.